# Municipio de Keeler
El municipio de Keeler (en inglés: Keeler Township) es un municipio ubicado en el condado de Van Buren en el estado estadounidense de Míchigan. En el año 2010 tenía una población de 2169 habitantes y una densidad poblacional de 23,92 personas por km².

## Geografía
El municipio de Keeler se encuentra ubicado en las coordenadas 42°6′25″N 86°9′24″O / 42.10694, -86.15667. Según la Oficina del Censo de los Estados Unidos, el municipio tiene una superficie total de 90.66 km², de la cual 87.35 km² corresponden a tierra firme y (3.65%) 3.3 km² es agua.

## Demografía
Según el censo de 2010, había 2169 personas residiendo en el municipio de Keeler. La densidad de población era de 23,92 hab./km². De los 2169 habitantes, el municipio de Keeler estaba compuesto por el 84.65% blancos, el 0.18% eran afroamericanos, el 1.8% eran amerindios, el 0.23% eran asiáticos, el 0.05% eran isleños del Pacífico, el 11.53% eran de otras razas y el 1.57% pertenecían a dos o más razas. Del total de la población el 21.99% eran hispanos o latinos de cualquier raza.